# Magyar Mozgókép Mestere
A Magyar Mozgókép Mestere művészeti díjat a Magyar Mozgókép Közalapítvány létrehozói (filmszakmai szervezetek és a kulturális tárca) alapították a filmes szakma legrangosabb elismeréseként. A címet a Magyar Filmművészek Szövetsége, a Magyar Rendezők Céhe és a Magyar Operatőrök Szövetsége által választott jelölőbizottság javaslata alapján a Magyar Mozgókép Közalapítvány kuratóriuma ítélte oda.
Első alkalommal 2004-ben, a 35. Magyar Filmszemle megnyitó ünnepségén adták át tíz kiemelkedő filmes alkotónak. 2005-től a díjat egy-egy Kossuth-díjas, 65. életévét betöltött rendezőnek vagy operatőrnek adományozták. 2011-ben a Magyar Mozgókép Közalapítvány megszüntetésével a díjazás is megszűnt, az utolsó díjátadás a 2010. február 8-án, a 41. Magyar Filmszemle zárórendezvényén volt. Még abban az évben tervezték helyette A Nemzet Filmművésze díj alapítását A Nemzet Színésze, illetve A Magyar Állami Operaház Mesterművésze kitüntetések mintájára, azonban erre nem került sor. Szerepét végül is a Nemzet Művésze díj vette át, ahol hat hely van fenntartva filmművészeknek.
A címet legfeljebb tizenöten viselhették egyszerre, és ők életük végéig járadékban részesülnek, amelynek összege megegyezik A Nemzet Művésze díj összegével. Amennyiben időközben megkapják A Nemzet Művésze díjat is, mindkét címet viselhetik, azonban dönteniük kell, melyik után veszik fel a járadékot. 2011-ben az EMMI megvonta Grunwalsky Ferenctől a címmel járó havi díjat, mondván, „címét szabályellenesen kapta”. 

## A Magyar Mozgókép Mestere cím kitüntetettjei
| Név               | A cím elnyerésének éve | Születés éve | Életkor, Halál éve |
| ----------------- | ---------------------- | ------------ | ------------------ |
| Bacsó Péter       | 2004                   | 1928         | 2009               |
| Böszörményi Géza  | 2004                   | 1924         | 2004               |
| Elek Judit        | 2009                   | 1937         | 87 éves            |
| Gaál István       | 2005                   | 1933         | 2007               |
| Grunwalsky Ferenc | 2010                   | 1943         | 2025               |
| Gyarmathy Lívia   | 2004                   | 1932         | 2022               |
| Gyulai Líviusz    | 2008                   | 1937         | 2021               |
| Herskó János      | 2007                   | 1926         | 2011               |
| Illés György      | 2004                   | 1914         | 2006               |
| Jancsó Miklós     | 2004                   | 1921         | 2014               |
| Kovács András     | 2004                   | 1925         | 2017               |
| Kósa Ferenc       | 2008                   | 1937         | 2018               |
| Makk Károly       | 2004                   | 1925         | 2017               |
| Mészáros Márta    | 2004                   | 1931         | 93 éves            |
| Nepp József       | 2006                   | 1934         | 2017               |
| Rózsa János       | 2010                   | 1937         | 87 éves            |
| Sára Sándor       | 2005                   | 1933         | 2019               |
| Szabó István      | 2007                   | 1938         | 87 éves            |
| Szécsényi Ferenc  | 2004                   | 1922         | 2014               |
| Tóth János        | 2004                   | 1930         | 2019               |